# Heterischnus gallicator
Heterischnus gallicator là một loài tò vò trong họ Ichneumonidae.